# マチルダ 禁断の恋
『マチルダ 禁断の恋』（マチルダ きんだんのこい、原題：Матильда、英題：Mathilde）は、2017年10月26日に公開されたロシアの歴史ラブロマンス映画。監督・製作はアレクセイ・ウチーチェリ、主演はラース・アイディンガー、ミハリーナ・オルシャンスカらが務めている。
日本では2018年12月8日にシンカによる配給で、ヒューマントラストシネマ有楽町、新宿武蔵野館、YEBISU GARDEN CINEMAにてロードショー公開された。2019年6月5日にソニー・ピクチャーズ エンタテインメントからDVDソフト化 (TADD-81487)、販売とレンタル (RAD-81487) がなされる。WOWOWシネマで2020年4月16日に日本語字幕版（115分）で放送予定。キャッチコピーは「最も切なく、最も官能的な、仕掛けられた恋。」。

## キャスト
- ロシア皇帝ニコライ2世：ラース・アイディンガー
- マチルダ・クシェシンスカヤ：ミハリーナ・オルシャンスカ
- ヴォロンツォフ：ダニーラ・コズロフスキー
- ヘッセン大公女アリックス：ルイーゼ・ヴォルフラム
- 帝国劇場監督イヴァン・カルロヴィッチ：エフゲニー・ミローノフ
- フィッシャー博士：トーマス・オスターマイアー
- ロシア皇帝アレクサンドル3世：セルゲイ・ガルマッシュ
- ロシア皇后マリア・フョードロヴナ：インゲボルガ・ダクネイト
- ロシア大公ウラジーミル・アレクサンドロヴィチ：ヴィタリー・コヴァレンコ
- ロシア大公妃マリア・パヴロヴナ：ガリーナ・チューニナ
- ウラソフ：ヴィタリー・キシュチェンコ
- ピエリーナ・レニャーニ：サラ・スターン
- バレリーナ：アレクサンドラ・セレブリャコワ
- バレリーナ：タマラ・タクス
- 大公：セルゲイ・マリューゴフ
- 大公：ステパン・ピフキン
- ギリシャ王子ゲオルギオス：キリル・ゴルブノーフ

## スタッフ
- 監督・製作：アレクセイ・ウチーチェリ
- 脚本：アレクサンドル・テレコフ
- 撮影：ユーリー・クリメンコ
- 振付家：アレクセイ・ミロシニチェンコ
- 衣装デザイン：ナジェージダ・ワシリョーワ
- 音楽監督：ワレリー・ゲルギエフ
- プロダクション・デザイン：エレーナ・ジューコワ
- 日本語字幕翻訳：今井淑恵
- 日本語字幕監修：村山久美子

## 論争
2016年に特にエロティックなラブシーンを含む映画の公式予告編が公開されたとき、住民運動「キングスクロス」（King's Cross）の代表は 近日公開予定の映画で「歴史的事件の歪み」と「文化の分野における反ロシアと反宗教の挑発」を見つけたと主張した。自称正統派過激派組織が映画監督と上映の準備をしている映画館を脅迫した後、映画館チェーンの1つが映画の上映から撤退した。
ニコライ2世を崇敬していることでも知られる下院副議長のナタリア・ポクロンスカヤからロシア連邦最高検察庁の検事総長に要請があった後、映画素材は監査を受けたが、違反は見つからなかった。ロシア議会下院文化委員会の委員長である映画監督スタニスラフ・ゴヴォルーヒンは映画をチェックするという考えを批判し、そのようなスキャンダラスなイニシアチブは「芽のうちに摘み取らなければならない」と信念を表明した。クレムリンではポクロンスカヤの要求が混乱を引き起こし、確信が持てずに対応が遅れた。文化省は映画のレンタルの証明書交付に関する質問は、映像の作業が完了したときに決定されると述べた。
2016年12月のやや後半、検察庁がポクロンスカヤの要請により、検査のために映画の脚本を要求すると報じられた。
2017年9月、ロシア最大の映画館チェーンであるシネマ・パーク（Cinema Park）とフォーミュラ・キノ・グループ（Formula Kino group）は「映画の反対者による極端な行動」と映画に対する脅迫のため上映をキャンセルした。彼らは後に決定を覆した。映画監督アレクセイ・ウチーチェリの代理を務めた弁護士の事務所の外で2台の車が放火された。
9月4日、映画に反対した君主制主義集会の超正統派（ultra-Orthodox）の参加者がエカテリンブルク最大の映画館コスモス・シネマの入口に車をぶつけた。車内には多くのガソリンとガスボンベがあり、犯人は火炎瓶で車に火を放ち、脱出しようとしたが、すぐに取り押さえられた。法廷は男が正気でないと認めたため刑事責任から免れた。同じ理由で映画館の所有者は損害の補償を受けなかった（推定では1,930万ルーブル）。

### 禁止の試み
ロシア皇室の室長であるアレクサンドル・ザカトフは映画を「冒涜」と呼んだが、「そのような作品は非難されるべきだが、スキャンダルを膨らませて正式に禁止することは意味がない」と付け加えた。
エゴリエフスクのティコン・シェフクノフ司教も同様の立場をとり、この映画を批判的に批評したが、映画の上映を禁止する要求は「絶対に行き止まりで間違ったアプローチである」と述べている。
それにもかかわらず、ティコン司教は「おそらく正統派を含む個人や団体は上映禁止を要求するだろう」と指摘した。